# Сардинская дискоязычная лягушка
Сардинская дискоязычная лягушка, (лат. Discoglossus sardus) — вид из рода дискоязычных лягушек.
Эндемик бассейна Тирренского моря, встречается на нескольких островах Западного Средиземноморья, а именно на Сардинии, Корсике и Тосканском архипелаге. Этот вид, имеющий особое значение с точки зрения охраны, очень похож на родственную корсиканскую расписную лягушку Discoglossus montalentii, с которой он делит часть своего ареала на Корсике.
Естественная среда обитания — леса умеренного пояса, реки, пересыхающие реки, пресноводные болота и пересыхающие пресноводные болота. Встречается на высоте от уровня моря до более чем 1700 метров над уровнем моря. Способен переносить небольшое загрязнение воды, его численность сокращается из-за потери среды обитания.
Вид не находится под непосредственной угрозой исчезновения и классифицирован как вид, вызывающий наименьшие опасения (LC) в Красном списке МСОП. Он по-прежнему уязвим и подвержен ряду угроз, что оправдывает активные природоохранные меры как во Франции, так и в Италии, где он находится под полной защитой и включен в Приложение 2 Директивы о местообитаниях. Помимо потери среды обитания, вызванной урбанизацией, этот вид подвержен хитридиомикозу — кожному заболеванию, угрожающему амфибиям по всему миру.

## Внешний вид и строение
Сардинская дискоязычная лягушка — некрупный вид земноводных крепкого телосложения, длина тела которого составляет от 5 до 7,5 см.
Окрас варьирует от тёмно-коричневого до серого, чёрного или красновато-коричневого. Более светлые пятна встречаются очень часто, особи без чёткого окраса встречаются редко. Чаще всего между плечами располагается большое светлое пятно, а между глазами — большое тёмное пятно с более светлым, прямым передним краем. Иногда на макушке между рылом и серединой глаз, около плечевого пояса, может присутствовать яркое пятно в форме полумесяца.
Брюшко желтовато-кремово-белое. Зрачок имеет форму перевёрнутой капли, радужная оболочка разделена на более светлую золотистую верхнюю половину и более тёмную нижнюю, что характерно для Discoglossus. Как и у других видов этого рода, барабанная перепонка едва заметна.
Кожа чаще всего гладкая. Однако в брачный период у самцов она сухая и шершавая. На шее и конечностях имеются мягкие бородавки, часто расположенные в виде линий. Ширина головы превышает длину, морда слегка заостренная и утончённая — заметно больше, чем у D. montalentii. Четвёртый палец передней лапы лопатовидный, а не сужающийся, а задние лапы короче.

## Распространение и среда обитания
Сардинская дискоязычная лягушка встречается на большей части островов Корсика и Сардиния, но не встречается в центральных высокогорьях. Она также встречается на нескольких небольших островах Тирренского моря, таких как Йер, Джильо, Монтекристо и полуостров Монте-Арджентарио в Тоскане. Её местообитания включают прибрежные равнины, лесные ручьи, кустарники маквиса и горные хвойные леса. Для размножения она использует медленные ручьи и заводи. Может переносить солоноватую воду.

## Биология
Как и другие представители этого семейства, корсиканская расписная лягушка питается мелкими беспозвоночными. Неясно, относились ли изученные лягушки к виду Discoglossus sardus или D. montalentii, поскольку они очень похожи внешне и были признаны разными видами только в конце XX века. Следовательно, репродуктивные привычки этой лягушки неясны, но считается, что она откладывает икру небольшими группами или поодиночке на дно водоёмов. Икра коричневато-чёрная, диаметром от 1 до 1,5 мм, с толстой студенистой оболочкой.

## Охранный статус
МСОП отнёс эту лягушку к категории видов, вызывающих наименьшее беспокойство. Популяции на Корсике и Сардинии кажутся стабильными, но на материке их численность сокращается, а популяции на более мелких островах могут страдать от недостатка генетического разнообразия. Главной угрозой для этой лягушки является деградация её лесных и водных местообитаний, но она, по-видимому, способна адаптироваться и переносить некоторые нарушения среды обитания.